# Пинающий Медведь
Пина́ющий Медве́дь (англ. Kicking Bear; на языке лакота — Matȟó Wanáȟtake, 1846—1904) — индеец из племени оглала группы сиу, предводитель одного из кланов.

## Биография
Участвовал в нескольких сражениях Войны за Чёрные Холмы, в том числе в битве у Литл-Бигхорна. Жрец-знахарь, он также участвовал в движении Пляски Духов в 1890 году. Вместе с другим индейцем лакота, Коротким Быком, совершил паломничество к лидеру движения Вовоке из племени пайютов в штат Невада, после чего проповедовал идеи движения среди индейцев резерваций штата Южная Дакота.
После убийства Сидящего Быка Пинающий Медведь и Короткий Бык были помещены в тюрьму Форт-Шеридан в штате Иллинойс. После освобождения в 1891 году они оба присоединились к шоу «Дикий запад» Буффало Билла и участвовали в его турне по стране. Талантливый художник, Пинающий Медведь написал картины о битве у Литл-Бигхорна по просьбе художника Фредерика Ремингтона в 1898 году, более 20 лет спустя после битвы.